# Estadio Yanggakdo
El Estadio Yanggakdo es un estadio multiusos situado en la ciudad de Pionyang, capital de Corea del Norte. Es usado principalmente para el fútbol, recibiendo algunos partidos de la Selección de Corea del Norte.

## Estado actual
Según imágenes satelitales recientes, el estadio muestra un estado de evidente abandono. Se observan techos deteriorados o parcialmente colapsados, el terreno de juego presenta zonas claramente levantadas y dañadas, y en general las instalaciones parecen encontrarse en avanzado estado de deterioro y desuso.